# Smooth Criminal
«Smooth Criminal» es una canción interpretada, escrita y coproducida por el cantante estadounidense Michael Jackson, incluida en su séptimo álbum de estudio, Bad (1987).  La compañía discográfica Epic Records la publicó el 14 de noviembre de 1988 como el séptimo sencillo del disco. Posteriormente figuró en sus discos de grandes éxitos Number Ones, The Essential Michael Jackson, The Ultimate Collection, King of Pop, This Is It, e Immortal.
La versión inicial de la canción fue escrita por Jackson y John Barnes en 1985 y la maqueta grabada en 1986. El título original era "Al Capone" y más tarde sería retocada y reescrita como "Smooth Criminal".
Alcanzó el séptimo puesto en el Billboard Hot 100 y el segundo lugar en la lista de R&B Singles. En el Reino Unido llegó al puesto número 8, su séptimo sencillo en ingresar al Top 30 para este álbum. 
Fue lanzada nuevamente en Visionary: The Video Singles. El sencillo relanzado llegó al puesto número 19 en el Reino Unido.
La canción sirve como el tema principal de la película de Jackson de 1988 Moonwalker, y es tocada como la banda sonora de fondo en una sección del juego de vídeo Michael Jackson's Moonwalker.
La letra trata de una mujer llamada Annie que ha sido atacada en su apartamento por un asaltante sigiloso.

## Información del vídeo

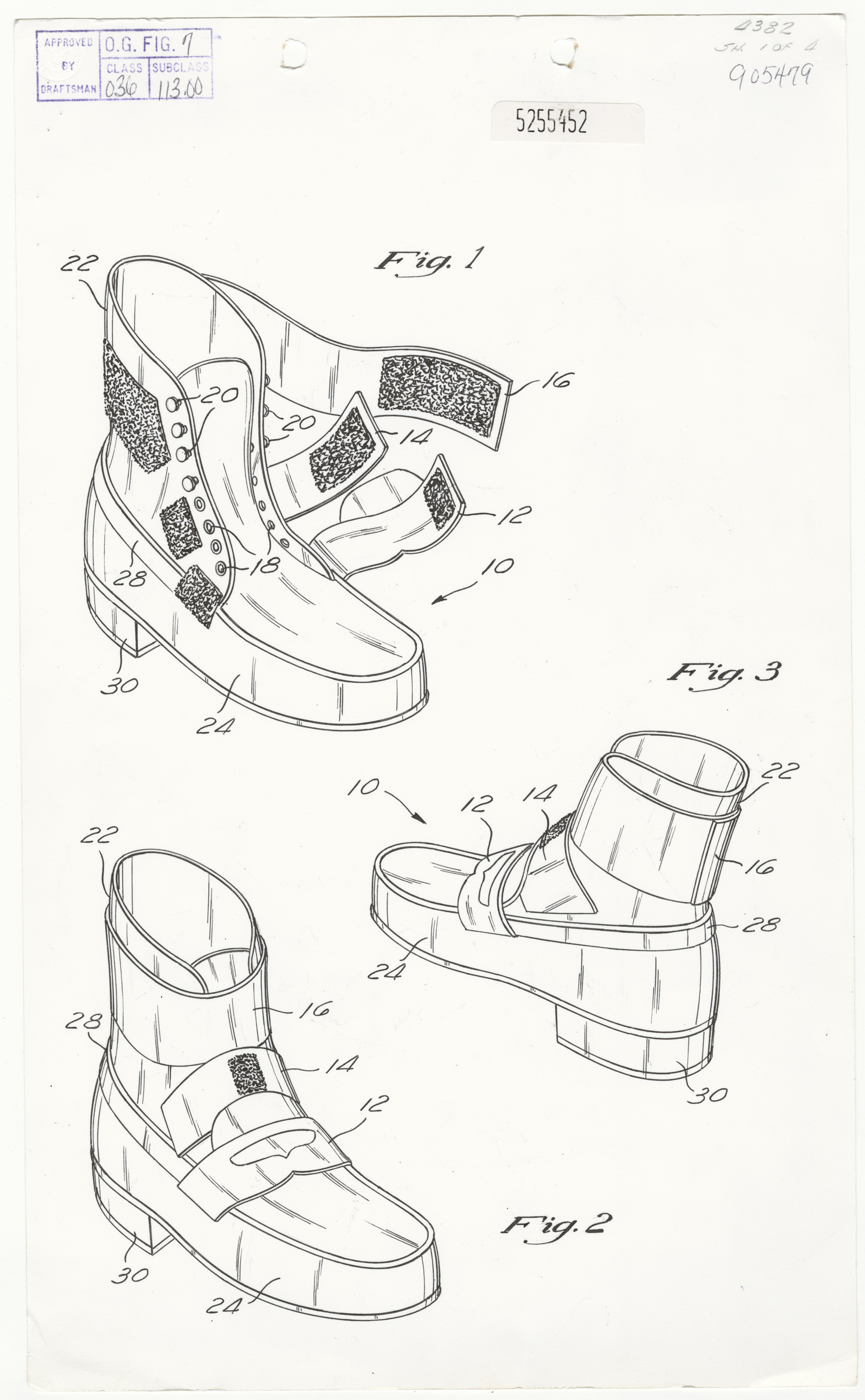
Patente de los zapatos para el paso «anti-gravedad» de Michael Jackson.

- Patente de los zapatos para el paso «anti-gravedad» de Michael Jackson.La versión original de Moonwalker - La versión incluida en la película Moonwalker que ocupa 9 minutos y 21 segundos sobre una duración total de 93 minutos. El videoclip está disponible en el canal oficial de YouTube Michael Jackson VEVO.[6]
- El videoclip de esta canción está inspirado entre otros en la película "The Third Man" del musical "The Band Wagon". El corto ha sido considerado por muchos como una copia de la película, pero la verdad es que fue un homenaje de Jackson a una de sus mayores inspiraciones:

## Lista de canciones
| - Sencillo 7" A "Smooth Criminal" (single mix) – 4:10 B "Smooth Criminal" (instrumental) – 4:10 - Maxi 12" A "Smooth Criminal" (extended dance mix) – 7:46 B1 "Smooth Criminal" (Dance Mix-Dub Version) – 4:45 B2 "Smooth Criminal" (a cappella) – 4:12 | CD side - "Smooth Criminal" (7" Sencillo Mix) - 4:10 - "Smooth Criminal" (Extended Dance Mix) - 7:46 DVD side - '"Smooth Criminal" - "Smooth Criminal" (Radio Edit) |

## Posicionamiento en listas
| Lista (1988–1989)                        | Mejor posición |
| ---------------------------------------- | -------------- |
| Alemania (Offizielle Deutsche Charts)    | 9              |
| Australia (ARIA)                         | 29             |
| Austria (Ö3 Austria Top 40)              | 17             |
| Bélgica (Flandes) (Ultratop 50)          | 1              |
| España (AFYVE)                           | 1              |
| Estados Unidos (Billboard Hot 100)       | 7              |
| Estados Unidos (Hot Dance Club Songs)    | 10             |
| Estados Unidos (Hot R&B/Hip-Hop Songs)   | 2              |
| Unión Europea Europa (Eurochart Hot 100) | 2              |
| Francia (SNEP)                           | 4              |
| Irlanda (IRMA)                           | 4              |
| Italia (FIMI)                            | 11             |
| Nueva Zelanda (Recorded Music NZ)        | 29             |
| Países Bajos (Dutch Top 40)              | 1              |
| Reino Unido (UK Singles Chart)           | 8              |
| Suiza (Schweizer Hitparade)              | 5              |

| País        | Organismo certificador | Certificación  | Ref.   |
| ----------- | ---------------------- | -------------- | ------ |
| Francia     | SNEP                   | Disco de Plata | [ 25 ] |
| Reino Unido | BPI                    | Disco de Plata | [ 26 ] |

## Versión de Alien Ant Farm
El grupo californiano Alien Ant Farm lanzó una versión como primer sencillo de su segundo álbum ANThology (2001), que llegó al top 5 de la lista de éxitos en varios países, alcanzando número uno en la lista de éxitos de rock moderno de la revista Billboard de los Estados Unidos y también fue número uno en Australia. También apareció en la película American Pie 2 del 2001. Inicialmente, en su álbum debut Greatest Hits de 1999, fue incluida a modo de pista oculta llamada "Slick Thief", la cual es su primera versión de "Smooth Criminal".
El video musical fue dirigido por Marc Klasfeld y en él ironiza algunos de los clichés más conocidos de Michael Jackson, como la caminata espacial, un chimpancé y un niño que utiliza una máscara quirúrgica.

### Lista de canciones
| Sencillo en CD |                                          |          |  |
| N.º            | Título                                   | Duración |  |
| 1.             | «Smooth Criminal» (Versión del álbum)    | 3:27     |  |
| 2.             | «Orange Appeal» (Pista oculta del álbum) | 2:45     |  |
| 3.             | «Denigrate» (Non-LP Version)             | 4:12     |  |
| 4.             | «Smooth Criminal» (Video musical)        |          |  |

### Posicionamiento en listas de la versión de Alien Ant Farm
| Lista (2001)                            | Mejor posición |
| --------------------------------------- | -------------- |
| Alemania (Offizielle Deutsche Charts)   | 5              |
| Australia (ARIA)                        | 1              |
| Austria (Ö3 Austria Top 40)             | 6              |
| Bélgica (Flandes) (Ultratop 50)         | 3              |
| Bélgica (Valonia) (Ultratop 50)         | 4              |
| Dinamarca (Tracklisten)                 | 3              |
| Estados Unidos (Billboard Hot 100)      | 23             |
| Estados Unidos (Mainstream Rock Tracks) | 18             |
| Estados Unidos (Modern Rock Tracks)     | 1              |
| Estados Unidos (Top 40 Mainstream)      | 12             |
| Finlandia (OFC)                         | 2              |
| Francia (SNEP)                          | 27             |
| Irlanda (IRMA)                          | 2              |
| Italia (FIMI)                           | 11             |
| Países Bajos (Dutch Top 40)             | 4              |
| Noruega (VG-lista)                      | 7              |
| Nueva Zelanda (Recorded Music NZ)       | 4              |
| Reino Unido (UK Singles Chart)          | 3              |
| Suecia (Sverigetopplistan)              | 5              |
| Suiza (Schweizer Hitparade)             | 4              |

| País        | Organismo certificador | Certificación | Ref.   |
| ----------- | ---------------------- | ------------- | ------ |
| Australia   | ARIA                   | 2× Platino    | [ 47 ] |
| Reino Unido | BPI                    | Plata         | [ 26 ] |